# Against Me!
Against Me! är ett amerikanskt punkband, bildat 1997 i Naples, Florida. Bland deras mest kända sånger kan nämnas "Baby I'm an Anarchist".
Deras första album släpptes 2002 på No Idea Records och var Against Me! Is Reinventing Axl Rose.
De har sedan släppt musik på skivbolag som Misanthrope Records, Crasshole Records, Plan It X Records, Sabot Productions, No Idea Records, and Fat Wreck Chords som är deras nuvarande skivbolag.
I december 2005 skrev de på för Sire Records och släppte skivan New Wave, 2010 släpptes deras andra skiva på Sire Records: White Crosses.
Svenske basisten Inge Johansson med en bakgrund i band som The (International) Noise Conspiracy är sedan slutet av 2013 bandets basist.

## Diskografi
- 2002 – Against Me! Is Reinventing Axl Rose
- 2003 – As the Eternal Cowboy
- 2005 – Searching for a Former Clarity
- 2006 – Americans Abroad!!! Against Me!!! Live in London!!!
- 2007 – New Wave
- 2010 – White Crosses
- 2014 – Transgender Dysphoria Blues